# Spilosoma charbini
Spilosoma charbini är en fjärilsart som beskrevs av Daniel 1943. Spilosoma charbini ingår i släktet Spilosoma och familjen björnspinnare. Inga underarter finns listade i Catalogue of Life.